# Holmsjöbäcken
Holmsjöbäcken är ett vattendrag i Lägstaåns avrinningsområde. Det avvattnar Sör-Holmsjön och sjöarna uppströms – Mitti-Holmsjön och Ytter-Holmsjön.
Holmsjöbäcken är 1,5 km lång och mynnar ut i Kallstjärnen. Den totala fallhöjden är 10 meter. 
Kalltjärnbäcken som utmynnar i Lägstaån avvattnar i sin tur Kallstjärnen.
Holmsjöbäcken har fått sitt namn av att den avvattnar de tre Holmsjöarna.
Vid dammen väster om Sör-Holmsjön bodde en familj i en koja fram till 1917.

## Biflöden
Strax efter utloppet har Holmsjöbäcken ett 2,4 km långt biflöde – Ol-Jonsbäcken.
Från söder kommer biflödet Norrvästerbäcken som avvattnar norra delen av Ormstugumyran.
Ett dräneringsdike ansluter till Holmsjöbäcken från en myr strax norr om bäcken.

## Galleri

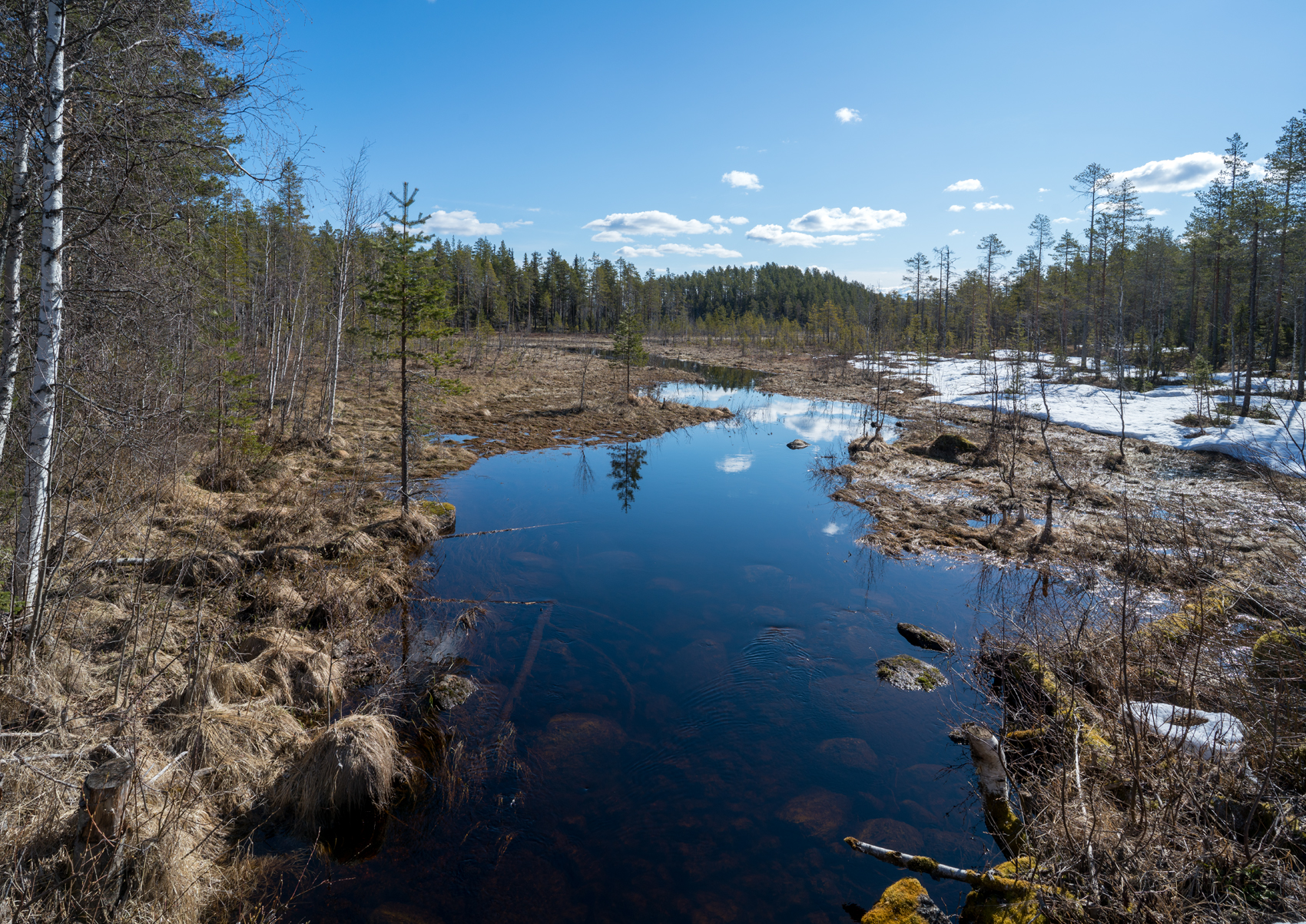
Vy uppströms Holmsjöbäcken från bron vid Holmsjödammet. Maj.
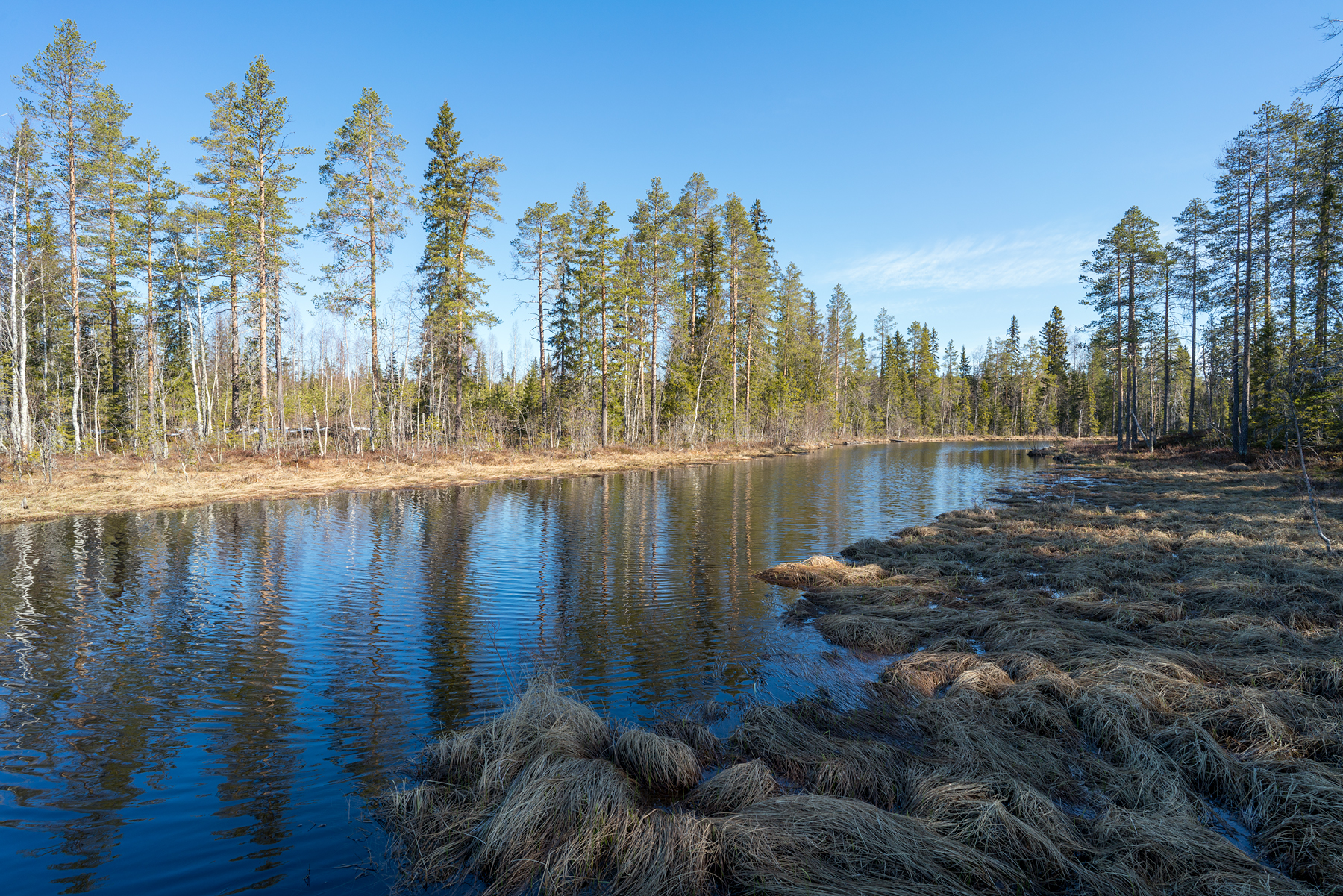
Holmsjöbäcken vid utloppet från Sör-Holmsjön. Maj.
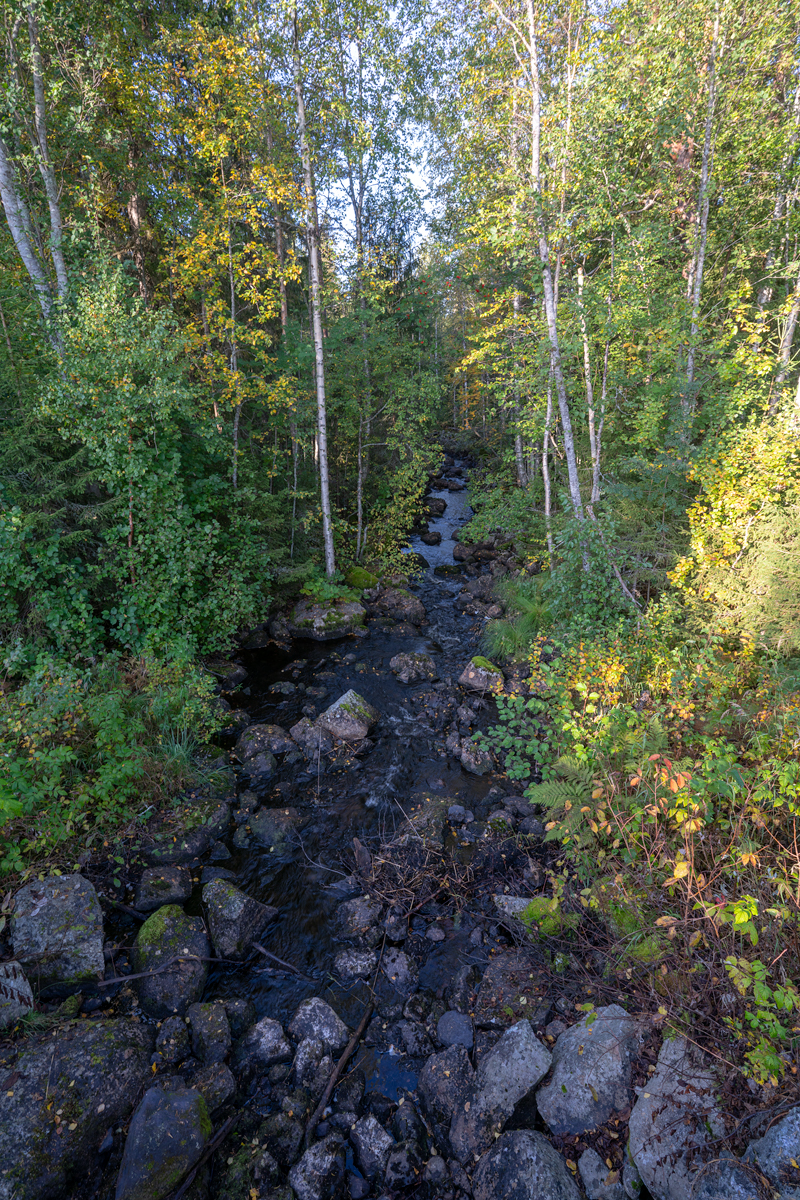
Vy nedströms Holmsjöbäcken från bron vid Holmsjödammet. September.